# Terminator 2: Judgment Day (Flipperautomat)

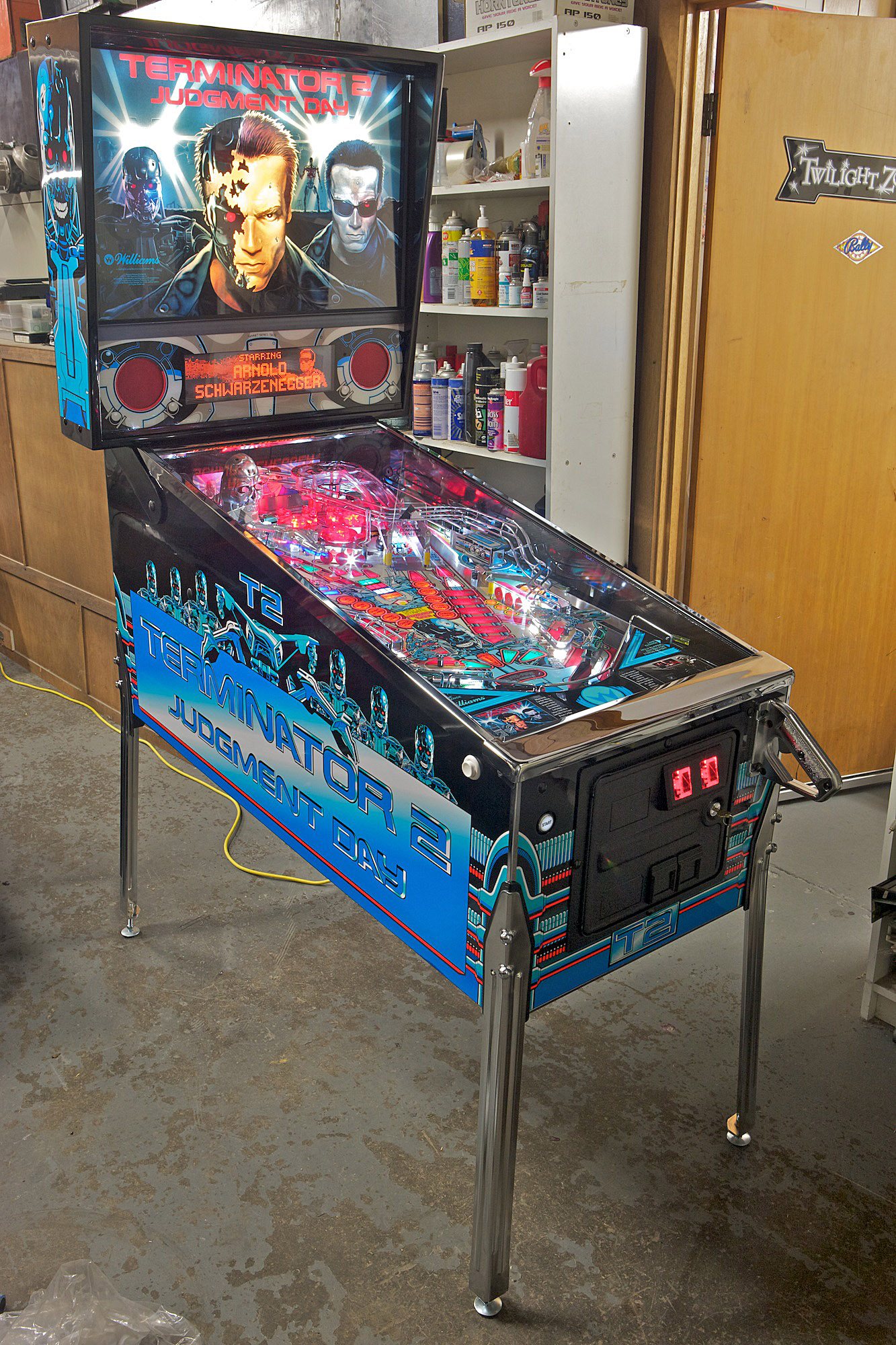
Ein restaurierter Terminator 2 Flipperautomat.

Terminator 2: Judgment Day Ist ein Flipperautomat von Williams Electronics, der 1991 auf den Markt kam. Entworfen wurde das Gerät von Steve Ritchie und Doug Watson parallel zu den Dreharbeiten des gleichnamigen Films. Bislang wurden 15.202 Stück hergestellt.

## Besonderheiten
Der T2 war der erste Flipperautomat der Firma Williams, der ein Lizenz-Thema verwendete. Da zum Zeitpunkt der Entwicklung der Film noch in den Dreharbeiten war, konnten für das Design des Spielfelds und des Artworks keine Szenen aus dem Film genutzt werden. So war die Darstellung des Terminators auf dem Backglas reine Spekulation der Designer.
Zum Zeitpunkt der Displayprogrammierung, die nach dem Artwork gemacht wurde, war bereits bekannt, dass der T1000 (Robert Patrick) auf Flüssigmetall basierte. Deshalb konnte für die „Shoot-Again“-Animation eine Parallele zum echten Film eingebaut werden.
Mit dem Terminator 2 hat Williams unter seinem Markennamen seinen ersten Flipper mit einem Dot-Matrix-Display herausgebracht.
Unter dem Markennamen Bally veröffentlichte Williams einen Monat früher bereits den Flipper Gilligans Island mit einem Dot-Matrix-Display, welcher damit der erste Flipper des Konzerns mit einem solchen war.

## Eingeführte Neuerungen
Der T2 war der erste Flipper auf dem Markt, der einen Videomodus einsetzte. In diesen Modus wird auf dem Dot-Matrix-Display ein Fadenkreuz dargestellt, welches mit den Tastern für die Flipperfinger bewegt werden kann. Währenddessen erscheinen auf dem Display zufällig Terminatoren, die es zu treffen gilt.
Seit der ersten Einführung durch den T2 wurde der Videomodus als eine Art von Minispielen von vielen verschiedenen Flipperautomaten verwendet.

## Nachfolger
Als Nachfolger gilt der Flipper Terminator 3: Rise of the Machines der Firma Stern.